# Emanuel Friedli

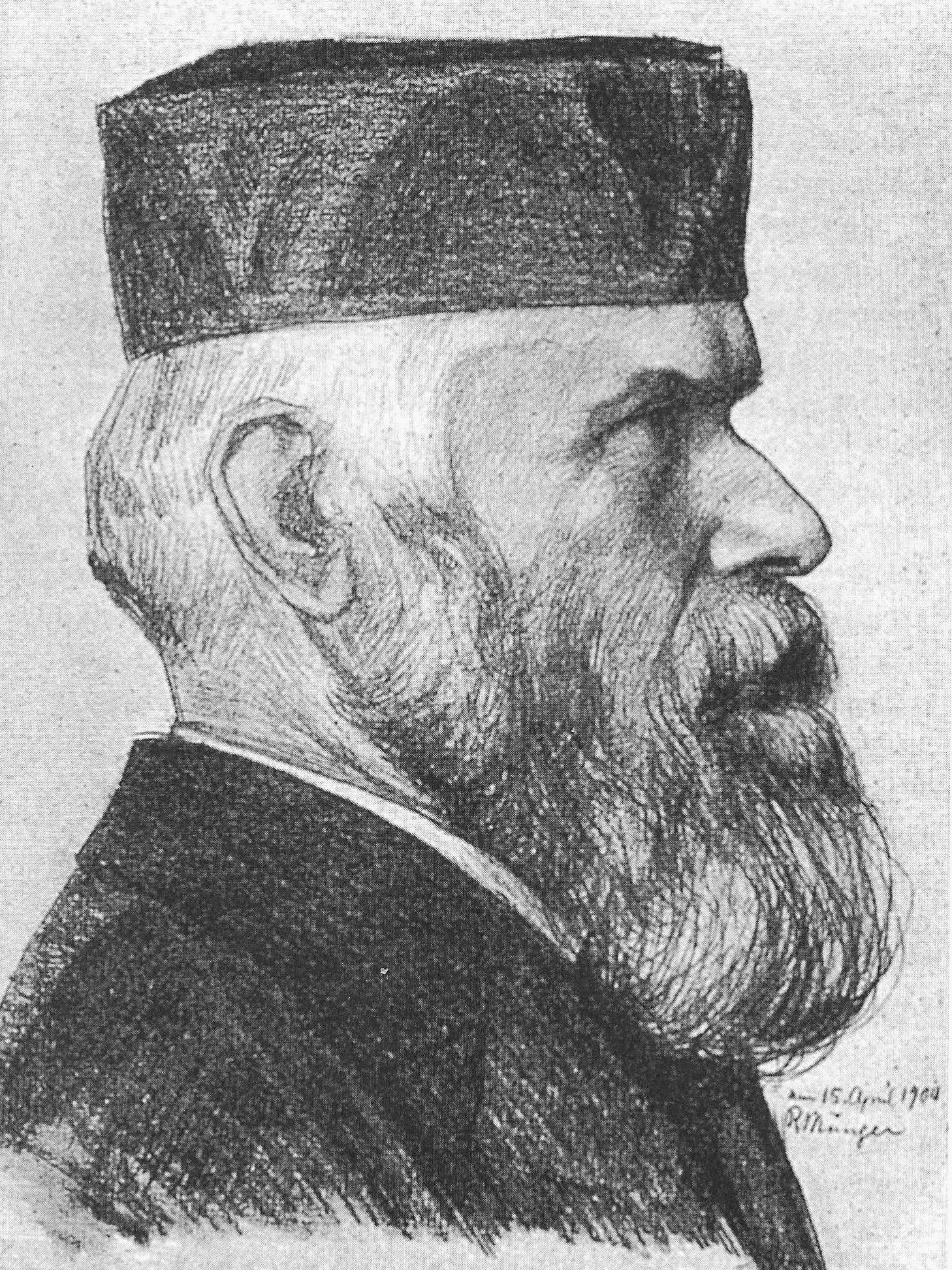
Emanuel Friedli 1904, Porträtskizze von R. Münger

Emanuel Friedli (* 14. Dezember 1846 in Lützelflüh; † 5. April 1939 in Saanen) war ein Schweizer Lehrer, Pfarrer und Dialektologe.

## Leben
Emanuel Friedli wurde in Lützelflüh als Sohn eines armen Webers geboren; getauft wurde er von Jeremias Gotthelf. Als Zehnjähriger kam er in die Armenerziehungsanstalt im Schloss Trachselwald, wo er acht Jahre lang blieb. Über diese Zeit schrieb Friedli im Gegensatz zu seinem späteren Leidensgenossen Carl Albert Loosli nichts. Freunden gegenüber erwähnte er jedoch, dass es eine schwere Leidenszeit gewesen sei.
Wie auch Simon Gfeller und andere gescheite Knaben aus armen Familien konnte er das Lehrer-Seminar Hofwil bei Münchenbuchsee absolvieren und Lehrer werden. 1867 trat er seine erste Stelle im Dorf Rüegsauschachen an. 1874 holte er die Matura nach. Er studierte an der Universität Bern und der Universität Genf Theologie. 1880 wurde er Pfarrer. Im Jahr 1881 wählte ihn die Gemeinde Innertkirchen als Pfarrer. 1884 wechselte er nach Gottstadt bei Orpund. Dort kam es zu einer schweren familiären Krise. Seine 1881 geschlossene Ehe mit Mathilde, geb. Walder, wurde 1895 geschieden, und 1896 scheiterte deshalb die Wiederwahl als Gemeindepfarrer.
Friedli wollte bereits zur Behandlung seiner Depression in die psychiatrische Klinik in Münsingen eintreten, als ihm Freunde eine Stelle beim Schweizerischen Idiotikon in Zürich vermittelten. Es war ihm dort zwar eine Aufnahme in die Redaktion in Aussicht gestellt worden, doch erfüllten sich die gegenseitigen Erwartungen nicht, weswegen er von 1896 bis 1901 mit Hilfsarbeiten beschäftigt wurde. Obwohl Friedli später ungern an diese sechs Jahre zurückdachte, hatte er beim Idiotikon dennoch das dialektologische Handwerk gelernt, das für sein anschliessend in Angriff genommenes schriftliches Lebenswerk den Grund legte. Er zog wieder nach Lützelflüh, wo er im Haus von Simon Gfeller aufgenommen wurde.
Über diese Zeit schrieb er:
Ich bin mein eigener Sohn. 56jährig kam ich auf die Welt in der Erzieherfamilie Simon Gfeller uf der Egg bei Lützelflüh.
Von da an eng befreundet mit Gfeller und Otto von Greyerz, fing auch Friedli an zu schreiben.
1902 legte er dem Regierungsrat des Kantons Bern ein Projekt für ein vierbändiges Werk über Bärndütsch als Spiegel bernischen Volkstums vor. Mit je einem Band über Lützelflüh, Grindelwald, Nidau und Guggisberg sollten vier Gebiete zu untersuchen, die sich hinsichtlich Dialekt, Kultur und Wirtschaft stark voneinander unterschieden. Gestützt auf ein Gutachten von Otto von Greyerz, bewilligte der Regierungsrat die Subvention des Werks. Mit der Zeit entstanden so sieben dickleibige, reich illustrierte Bände. Der erste erschien 1905, der letzte – über Saanen – 1927. Das Gesamtwerk sollte mit einem grossen berndeutschen Wörterbuch gekrönt werden. Das kurz vor Friedlis Tod abgeschlossene, etwa 32'000 Stichwörter enthaltende Manuskript wurde allerdings nicht mehr gedruckt, da auch Friedlis Mentor von Greyerz kurz darauf starb, und gelangte mit dessen Nachlass in die Burgerbibliothek Bern.
Friedli starb 1939 93-jährig im berneroberländischen Saanen. Beerdigt wurde er in seiner Heimatgemeinde Lützelflüh an der Sonnseite der Kirche, neben Jeremias Gotthelf und Simon Gfeller.

## Werke

### Sein Hauptwerk
Bärndütsch als Spiegel bernischen Volkstums, erschienen im Verlag A. Francke, Bern:
- Band 1 Lützelflüh, 1905
- Band 2 Grindelwald, 1908
- Band 3 Guggisberg, 1911
- Band 4 Ins (Seeland I), 1914
- Band 5 Twann (Seeland II), 1922
- Band 6 Aarwangen, 1925
- Band 7 Saanen, 1927
- Registerband Alphabetischer Nachweiser zu den Bänden 4 und 5

Alle Bände sind als Neuauflage 1980 im Cosmos-Verlag, Muri bei Bern, erschienen.

### Nebenwerke
- Glaube, Liebe, Hoffnung. Ein Cyclus religiös-sittlicher Betrachtungen für stille Stunden, 1882
- Die Landwirtschaft im Amt Erlach. Im Auftrag des Amtskomitees für Beschickung der schweizerischen Landesausstellung in Bern vom Jahre 1914 skizziert von Emanuel Friedli, A. Francke, Bern 1914